# Die Lamplgasse
Die Lamplgasse ist ein österreichisches Stummfilmlustspiel aus dem Jahre 1928 von Hans Otto Löwenstein mit Hans Moser in einer seiner ersten Filmhauptrollen. Die Geschichte basiert auf einem Roman von Rudolf Stürzer.

## Handlung
In einem Mietshaus im vorstädtischen Wien der Zeit vor dem Ersten Weltkrieg. Die Schustergattin Wotruba in der Lamplgasse ist wütend über die Liebelei ihrer Nichte Annerl mit dem Hausbesitzersohn Fritz, mit dessen Mutter sie aus diesem Grunde in verbalem Dauerclinch liegt. Aber auch der Direktor des Warenhauses, in dem Annerl eine Anstellung gefunden hat, hat ein Auge auf das deutlich jüngere Mädchen geworfen und lässt nicht locker. Gemeinsam mit der offiziellen Freundin des Ladenchefs erteilen sie dem Ungetreuen eine ordentliche Lektion, in dem sie ihre Kleider tauschen und damit den Lustmolch desavouieren.
Eines Tages taucht der sich vornehm gebende und wohlhabende Herr Meyer-Padua in der Lamplgasse auf, der ein vornehmes Palais voller Kostbarkeiten besitzt. Auch er hat es auf die Unschuld der kleinen Annerl abgesehen und kauft daher immer wieder im Warenhaus ein, allerdings unter der Bedingung, dass es Annerl ist, die ihm die Waren persönlich ins Haus bringt. Da man seitens der Warenhausleitung nicht gewillt ist, einen so guten Kunden zu verlieren, muss sich Annerl dem Willen des schmierigen, nicht eben groß gewachsenen Neureichen beugen. Doch die Tante wacht mit Argusaugen über ihre Nichte und erkennt, nach dem sie das Palais „erstürmt“ hat, rasch in dem gediegenen Herrn denjenigen Mann, der einst Annerls Vater, also ihren Bruder, um sein Vermögen gebracht hatte. Meyer-Paduas falsche Identität – eigentlich heißt er Kretschmann – ist geplatzt, und so türmt er bei Nacht und Nebel und hinterlässt Annerl sein Palais. Sie kann nun in Saus und Braus mit ihrem Fritz leben.

## Produktionsnotizen
Die Lamplgasse, auch unter dem Titel Spitzenhöschen und Schusterpech bekannt, entstand in den Monaten März (Außenaufnahmen in Prag) und April 1928 (Atelieraufnahmen in Wien) und wurde am 7. September 1928 in Wien uraufgeführt. Die Länge des mit Jugendverbot belegten Sechsakters betrug etwa 2200 Meter.
Die Filmbauten gestaltete Artur Berger.

## Kritiken
Die Österreichische Film-Zeitung verortete hier “lauter waschechte Typen, die sich vortrefflich in den Rahmen des Ganzen fügen. Verschiedene, glänzende Regieeinfälle erhöhen in besonderem Maße die Wirkung des amüsanten Werkes, so namentlich die mit Zeitlupe illustrierte passive Resistenz im Warenhaus, als der Direktor das Annerl entlassen will, weil sie ihn abblitzen ließ, die Kollegen sich aber schützend vor sie stellen.”.
In Wiens Die Stunde heißt es: “Der Film wählt eine Wiener Vorstadtstraße zum Ziele wohlwollenden Spottes und schildert Menschen, Milieu und Schicksal dieser engen nach ihren eigenen Gesetzen lebenden Welt. Eine nicht aufregende, jedoch äußerst unterhaltende und humorvolle Handlung zieht sich durch das Stück. (…) Es ist Hans Otto vorzüglich gelungen, die bodenständige Note der Wiener Vorstadt einzufangen und die drastische Komik der Wiener Typen, Wiener Zustände und Sitten im Bilde festzuhalten.”.
In Das Kino-Journal ist zu lesen: “Es ist keine groß angelegte Haupt- und Staatsaktion, sondern eine liebevolle Satire, in der ein gemütlicher Ausschnitt aus der Großstadt mit allen amüsanten Eigentümlichkeiten seiner Bewohner gezeigt wird.”.
Im Volksfreund steht geschrieben: “Der komischen Szenen, dem Leben gut abgelauscht, gibt es in Fülle. Harmloser, fröhlicher Humor durchzieht den Film und erregt die Lachmuskeln.”.